# Agudeza y arte de ingenio
Agudeza y arte de ingenio (Huesca, 1648) es un tratado de retórica barroca escrito por Baltasar Gracián.
La teoría sobre el concepto que aborda en esta obra ilumina la producción literaria contemporánea a Gracián. Muchos de los géneros empleados en sus obras se definen de modo teórico en la Agudeza.

## Una perceptiva barroca
El libro de Gracián no es una retórica más entre las de su tiempo, pues su análisis del hecho literario parte de los ejemplos extraídos de los textos y no de una preceptiva previa.
Gracián escribió dos tratados sobre el ingenio y la agudeza. El primero lo publicó en Madrid tras no pocos problemas en 1642 con el título de Arte de ingenio, tratado de la agudeza. El segundo apareció en 1648, con el título de Agudeza y arte de ingenio. Esta segunda versión es en realidad una reedición ampliada del Arte de ingenio en dos volúmenes, a la cual agregó material teórico y nuevos textos para ejemplificarlo. Por otro lado incluyó nuevas traducciones castellanas de epigramas latinos de Marcial debidas a la pluma de Manuel de Salinas y Lizana, además de reorganizar la ordenación de 1642, revisar, corregir y pulir el estilo.
Es en este tratado donde aparece la definición que del concepto da Gracián:

un acto del entendimiento que expresa la correspondencia que se halla entre los objetos
Baltasar Gracián, Agudeza y arte de ingenio.

Para la filosofía de Gracián, las esferas de actuación de las dos potencias de la persona son ingenio y juicio. Si el juicio aspira a la verdad, el ingenio tiene como objeto además la hermosura. Así, la agudeza sería el procedimiento mental que encuentra una correspondencia entre dos sujetos (objetos, según la denominación de Gracián). Cuando esa conexión se materializa en el discurso, nos encontramos ante el concepto. El concepto sería la concreción en una idea de la potencia o capacidad para la agudeza.
Posteriormente, y aplicando estas premisas al objeto literario, Gracián analiza y clasifica los distintos tipos de conceptos y agudezas existentes. Distingue tres clases de agudeza: de perspicacia, que tiene por objeto la verdad útil; de ella ya ha hablado en el Oráculo manual y arte de prudencia. Un segundo tipo es la agudeza de acción, objeto de sus tratados El Héroe, El Político y El Discreto. El fin primordial del tratado que comentamos es la agudeza de artificio, cuyo objeto es la belleza estética e ideológica, la sutileza, producida por el ingenio.
A partir de ahí, Gracián clasifica los distintos tipos de agudeza artificiosa, y los divide en dos grandes bloques, la agudeza simple y la agudeza compuesta. La primera, también llamada agudeza pura, no contiene más que un concepto. La segunda es la que forma la «trabazón de un discurso».
Debemos añadir que la Agudeza... supone también una antología de la poesía antigua y moderna al gusto de Gracián. Entre los clásicos latinos, trae ejemplos de Horacio, Virgilio y Ovidio, pero destaca la abundancia de textos de su paisano Marcial, natural como él de Calatayud. En cuanto a la lírica de los siglos XVI y XVII, abundan los textos de poetas como Garcilaso, Carrillo y Sotomayor, Camoens, Marino o prosistas como el infante don Juan Manuel, Mateo Alemán o de Las seiscientas apotegmas de Juan Rufo. Góngora, es con mucha diferencia, el autor más citado y cuya presencia es más abundante en la selección poética. Los silencios son también muy significativos: no se cita a Cervantes ni El Buscón de Quevedo.